# 骨顶棘口吸虫
骨顶棘口吸虫（学名：Echinostoma chloropodis）为棘口科棘口属的动物。分布于俄罗斯、匈牙利、美国以及中国大陆的福建等地，营寄生生活，宿主滨鹬、扇尾沙锥（福建）、沙锥、骨顶鸡（苏联）、黑水鸡（福建）、堇鸡（台 湾）、田鸡（苏联）、秧鸡等以及寄生于肠。

## 外部連結
- 寄生蟲學-Nematoda(線蟲)-Echinostoma spp.(棘口吸蟲) （页面存档备份，存于）